# Škoda Karoq
La Škoda Karoq est un Sport utility vehicle (SUV) compact produit par le constructeur automobile tchèque Škoda à partir du quatrième trimestre 2017.
La version restylée de la Karoq est produite depuis mai 2022.

## Présentation

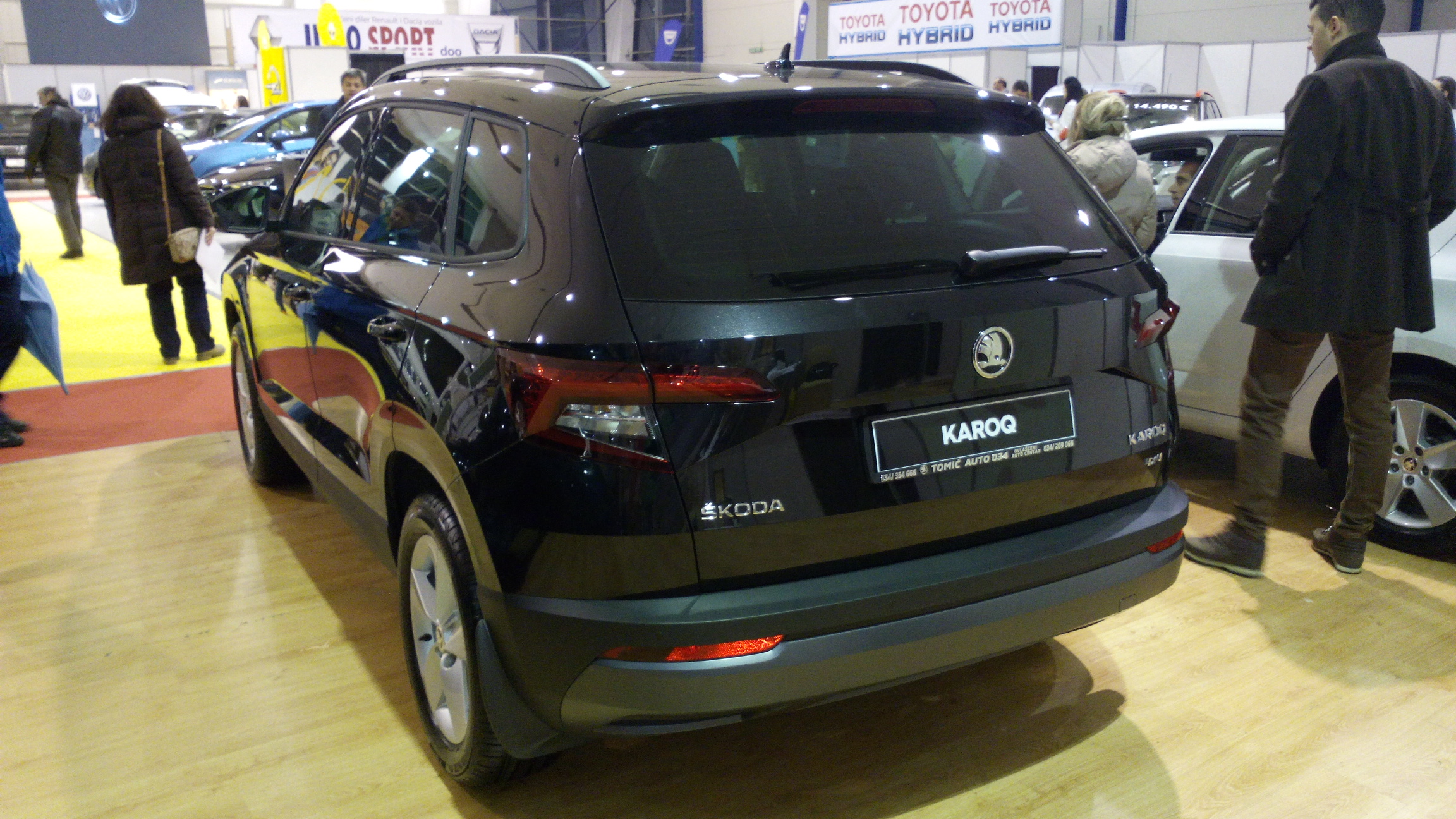
Škoda Karoq phase 1 Style

La Škoda Karoq est présentée en mai 2017 pour une commercialisation en septembre de la même année.

### Phase 2
La version restylée de la Karoq est présentée le 26 novembre 2021 pour une commercialisation en mai 2022.
Avec ce restylage, les phares, la calandre et les boucliers de la Karoq sont légèrement redessinés. On remarque aussi un becquet agrandi à l'arrière, deux nouvelles teintes de carrosserie et trois nouveaux modèles de jantes. En revanche, il n'y a presque aucune modification à l'intérieur. La gamme de motorisations et de finitions n'évolue pas non plus, sinon l'absence de version Scout.
En France, les prix augmentent de 1 610 € à 2 560 € selon les modèles.

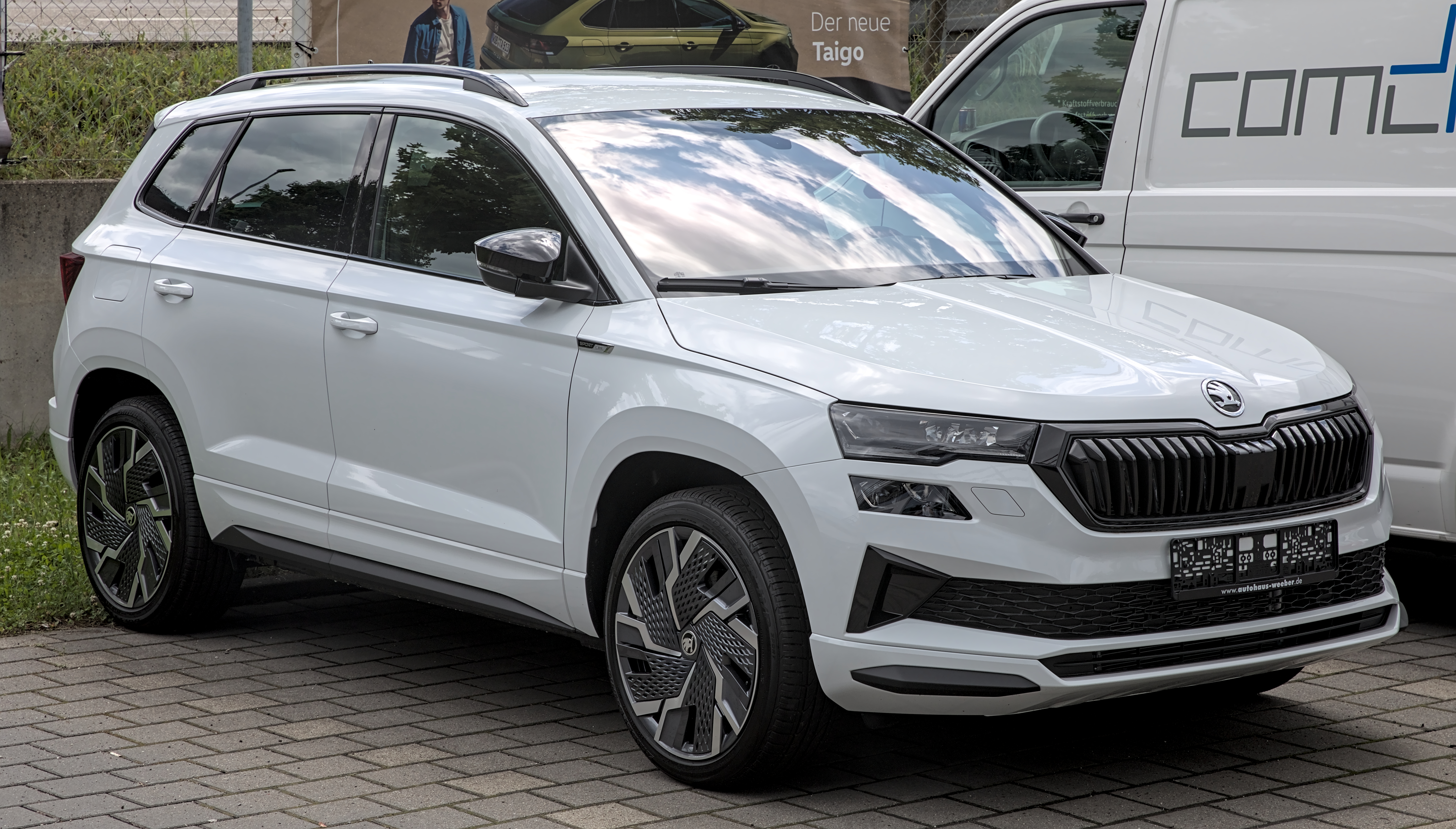
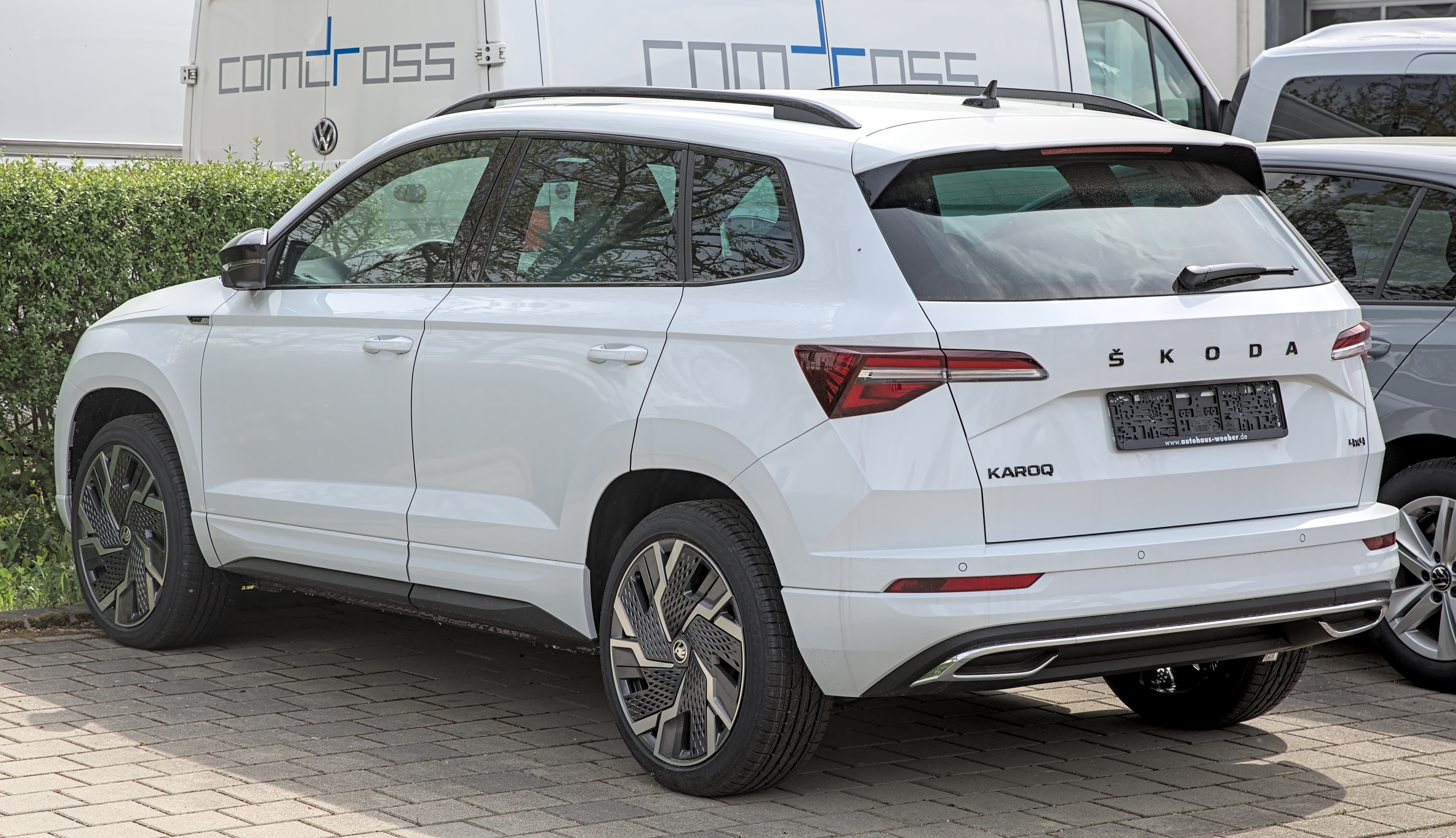

## Caractéristiques techniques
Le crossover est basé sur la plateforme technique modulaire MQB du Groupe Volkswagen.

### Motorisations
|                                                   | 1.0 TSI 116         | 1.0 TSI 116            | 1.5 TSI 150         | 1.5 TSI 150            | 1.6 TDI 116         | 1.6 TDI 116            | 2.0 TDI 150 SCR     | 2.0 TDI 150 SCR        | 2.0 TDI 190 SCR        |
| ------------------------------------------------- | ------------------- | ---------------------- | ------------------- | ---------------------- | ------------------- | ---------------------- | ------------------- | ---------------------- | ---------------------- |
| Moteur                                            | 3-cylindres essence | 3-cylindres essence    | 4-cylindres essence | 4-cylindres essence    | 4-cylindres diesel  | 4-cylindres diesel     | 4-cylindres diesel  | 4-cylindres diesel     | 4-cylindres diesel     |
| Admission                                         | Turbocompressé      | Turbocompressé         | Turbocompressé      | Turbocompressé         | Turbocompressé      | Turbocompressé         | Turbocompressé      | Turbocompressé         | Turbocompressé         |
| Cylindrée (cm3)                                   | 999                 | 999                    | 1498                | 1498                   | 1598                | 1598                   | 1968                | 1968                   | 1968                   |
| Puissance maximale ch (kW)                        | 116 (85)            | 116 (85)               | 150 (110)           | 150 (110)              | 116 (85)            | 116 (85)               | 150 (110)           | 150 (110)              | 190 (140)              |
| au régime de(tr/min)                              | 5 000 à 5 500       | 5 000 à 5 500          | 5 000 à 6 000       | 5 000 à 6 000          | 3 250 à 4 000       | 3 250 à 4 000          | 3 500 à 4 000       | 3 500 à 4 000          | 3 500 à 4 000          |
| Couple maximal (N m)                              | 200                 | 200                    | 250                 | 250                    | 250                 | 250                    | 340                 | 340                    | 400                    |
| au régime de(tr/min)                              | 2 000 à 3 500       | 2 000 à 3 500          | 1 500 à 3 500       | 1 500 à 3 500          | 1 500 à 3 200       | 1 500 à 3 200          | 1 750 à 3 000       | 1 750 à 3 000          | 1 750 à 3 250          |
| Boîte de vitesses                                 | Manuelle 6 rapports | Automatique 7 rapports | Manuelle 6 rapports | Automatique 7 rapports | Manuelle 6 rapports | Automatique 7 rapports | Manuelle 6 rapports | Automatique 7 rapports | Automatique 7 rapports |
| Transmission                                      | Aux roues avant     | Aux roues avant        | Aux roues avant     | Aux roues avant        | Aux roues avant     | Aux roues avant        | Intégrale (4x4)     | Intégrale (4x4)        | Intégrale (4x4)        |
| Vitesse maximale (km/h)                           | 187                 | 186                    | 204                 | 203                    | 188                 | 188                    | 196                 | 195                    | 211                    |
| 0-100 km/h (en s)                                 | 10,6                | 10,7                   | 8,4                 | 8,6                    | 10,7                | 10,9                   | 8,7                 | 9,3                    | 7,3                    |
| Consommation (L/100 km) urbain/extra-urbain/mixte | 6,2/4,7/5,3         | 5,8/4,8/5,2            | 6,6/4,7/5,4         | 6,6/4,9/5,5            | 5,0/4,4/4,6         | 4,6/4,3/4,4            | 5,9/4,5/5,0         | 5,7/4,9/5,2            | 5,3                    |
| Émissions de CO2 (g/km)                           | 119                 | 118                    | 123                 | 125                    | 120                 | 117                    | 132                 | 138                    | 139                    |
| Masse à vide (kg)                                 | 1 265               | 1 286                  | 1 303               | 1 318                  | 1 351               | 1 366                  | 1 486               | 1 516                  |                        |
| Capacité du réservoir (L)                         | 50                  | 50                     | 50                  | 50                     | 50                  | 50                     | 55                  | 55                     | 55                     |
| Norme environnementale                            | Euro 6d-Temp        | Euro 6d-Temp           | Euro 6d-Temp        | Euro 6d-Temp           | Euro 6d-Temp        | Euro 6d-Temp           | Euro 6d-Temp        | Euro 6d-Temp           | Euro 6d-Temp           |

## Finitions
- Ambition
- Business
- Style
- Scout (de 2018 à 2021)
- Sportline (depuis 2018)

### Scout
Le 31 juillet 2018, Škoda présente la version baroudeuse de la Karoq, la Karoq Scout. Elle se démarque par des sabots de protection argentés, des bas de caisse chromés, des logos "Scout" sur les ailes avant et arrière et des jantes en alliage 18 pouces.
La Škoda Karoq Scout est disponible avec les 1,0 L TSI 116 et 1,6 L TDI 116.

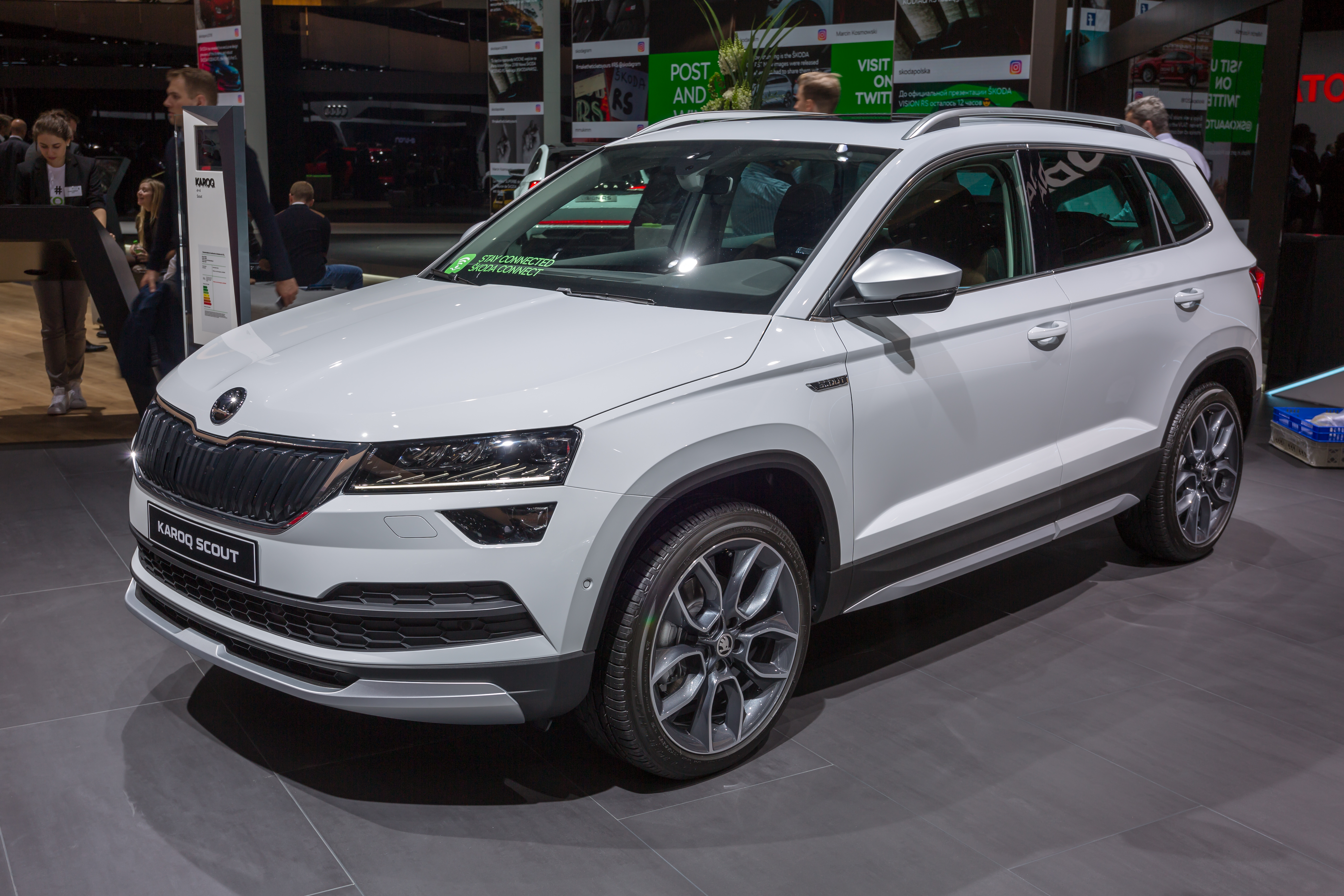
Škoda Karoq phase 1 Scout au Mondial de l'automobile de Paris 2018

### Sportline

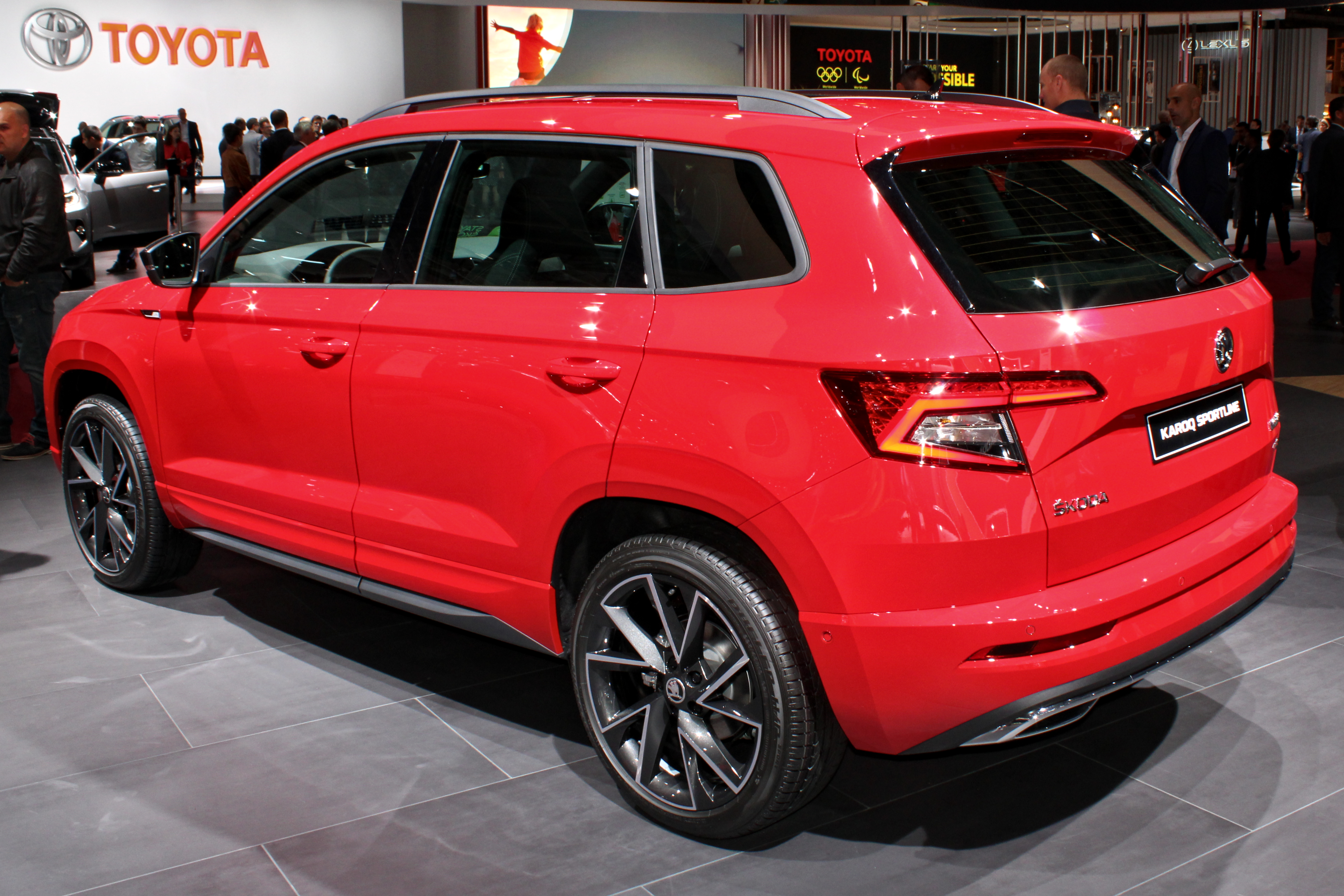
Škoda Karoq phase 1 Sportline au Mondial de l'Automobile de Paris 2018

En août 2018, Škoda présente la version sportive de la Karoq : la Karoq Sportline. Elle se démarque par des coques de rétroviseurs noirs, une calandre et des barres de toit foncées, un insert couleur aluminium et des jantes de 18 pouces.

### Série limitée
- Access[réf. nécessaire]
- Smile (2019, Suisse, 339 exemplaires)[9]
- Drive 125 Years (2019)[10]

## Production et ventes

### En France
La Škoda Karoq est produite dans cinq usines différentes :
- Kvasiny, Hradec Králové
- Mladá Boleslav, Bohême-Centrale
- Osnabrück, Basse-Saxe
- Ningbo, Zhejiang
- Nijni Novgorod, Volga

Le graphique ci-dessous représente le nombre de Karoq immatriculées en tant que voitures particulières en France. Ce graphique concerne les années de sa carrière dans lesquelles elle a figuré parmi les 100 voitures les plus immatriculées en France du CCFA, à savoir de 2019 à 2021 inclus.
Les chiffres des années 2020 et 2021 sont à interpréter différemment à cause de la pandémie de Covid-19 qui a engendré d'importants problèmes économiques (fermetures d'usines, confinements, pénurie de semi-conducteurs...).
Le graphique qui aurait dû être présenté ici ne peut pas être affiché car il utilise l'ancienne extension Graph, désactivée pour des questions de sécurité. Des indications pour créer un nouveau graphique avec la nouvelle extension Chart sont disponibles ici.

Les données des tableaux suivants sont issus des dossiers de presse mensuels réalisés par le CCFA. Elles concernent le nombre de voitures immatriculées en France en tant que voitures particulières.
| Année | Nombre de véhicules immatriculés                                                     | Évolution par rapport à l'année précédente                                           |
| ----- | ------------------------------------------------------------------------------------ | ------------------------------------------------------------------------------------ |
| 2017  | (ce véhicule n'apparaît pas parmi les 100 véhicules les plus immatriculés en France) | (ce véhicule n'apparaît pas parmi les 100 véhicules les plus immatriculés en France) |
| 2018  | (ce véhicule n'apparaît pas parmi les 100 véhicules les plus immatriculés en France) | (ce véhicule n'apparaît pas parmi les 100 véhicules les plus immatriculés en France) |
| 2019  | 5 641                                                                                | (inconnu)                                                                            |
| 2020  | 4 633                                                                                | - 18 %                                                                               |
| 2021  | 4 416                                                                                | - 4,7 %                                                                              |

| Année | Position dans le classement des véhicules les plus immatriculés                      | Part de marché en France                                                             |
| ----- | ------------------------------------------------------------------------------------ | ------------------------------------------------------------------------------------ |
| 2017  | (ce véhicule n'apparaît pas parmi les 100 véhicules les plus immatriculés en France) | (ce véhicule n'apparaît pas parmi les 100 véhicules les plus immatriculés en France) |
| 2018  | (ce véhicule n'apparaît pas parmi les 100 véhicules les plus immatriculés en France) | (ce véhicule n'apparaît pas parmi les 100 véhicules les plus immatriculés en France) |
| 2019  | 96e/100                                                                              | 0,3 %                                                                                |
| 2020  | 82e/100                                                                              | 0,3 %                                                                                |
| 2021  | 90e/100                                                                              | 0,3 %                                                                                |

## Liens
- Site officiel du Škoda Karoq